# 아즈버스
아즈버스(A'Zbus)는 2014년에 데뷔한 밴드다.

## 방송
- TOP밴드 3 - Top8(5위)

## 음반
- Smilecry (2014)
- MONOmobile (2014)
- I Know (2016)
- 월간 간때문이야 (2016)
- 忘却 (Oblivion) (2017)
- WildFire (2018)